# Juan Gabriel Vásquez
Juan Gabriel Vásquez (Bogotà, 1973) és un escriptor colombià. Va estudiar Dret a la Universitat del Rosario i després va anar a França, on es va instal·lar a París (1996-99) i es va doctorar en literatura llatinoamericana a la Sorbona. Després es va traslladar a un poble de la regió de les Ardenes, a Bèlgica. Després d'un any, Vásquez es va instal·lar a Barcelona, on va residir fins a 2012. El 2021 residia a Berlín, impartint classes a l'Institut de literatura comparada Peter Szondi de la Universitat Lliure de Berlín.
Vásquez és autor de tres novel·les: Los informantes, Història secreta de Costaguana i El ruido de las cosas al caer.

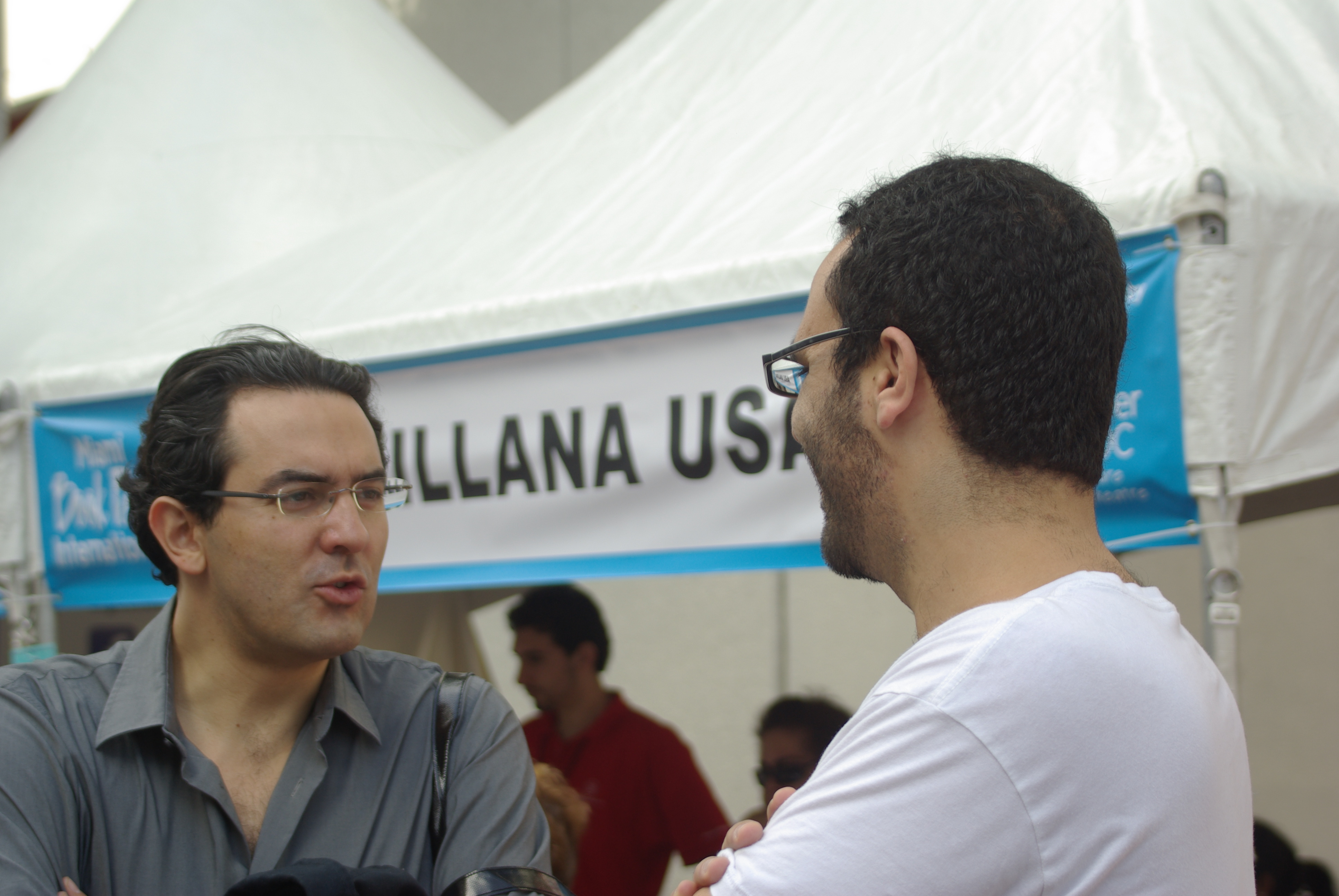
Vásquez amb Rodrigo Hasbún a la Fira Internacional del Llibre de Miami 2011

Encara que reconeix el seu deute amb Gabriel García Márquez, la seva obra és una reacció al realisme màgic; així, a propòsit d'Historia secreta de Costaguana va dir: "Vull oblidar-me de tota aquesta retòrica avorridíssima d'Amèrica Llatina com a continent màgic o meravellós. En la meva novel·la hi ha una realitat desmesurada, però el que és desmesurat en ella és la violència i la crueltat de la nostra història i de la nostra política. El que he tractat de fer és explicar el segle xix colombià en una clau radicalment diferent i em temo que oposada al que els colombians han pogut llegir fins ara".
Vásquez col·labora en diverses revistes i suplements culturals; i escriu assajos i articles setmanals al periòdic colombià El Espectador. Ha traduït obres de John Hersey, Victor Hugo i Edward Morgan Forster, entre d'altres. Va formar part del jurat de 81 escriptors i crítics llatinoamericans i espanyols que en 2007 van triar per a la revista colombiana Setmana els millors 100 llibres en llengua castellana dels últims 25 anys.

## Obres
- Los informantes, Alfaguara, 2004
- Historia secreta de Costaguana Alfaguara, 2007
- El ruido de las cosas al caer, Alfaguara, 2011
- Las reputaciones, Alfaguara, 2013
- La forma de las ruinas, Alfaguara, 2015

Conte
- Los amantes de Todos los Santos, Alfaguara, 2001.

Biografia
- Joseph Conrad: l'home de cap part, Panamericana, 2004

Assaig
- El arte de la distorsión, Alfaguara, 2009

## Premis i guardons
- Finalista del Independent Foreign Fiction Prize a Regne Unit amb Los informantes
- Premi Qwerty al millor llibre de narrativa en castellà (Barcelona) per Història secreta de Costaguana
- Premio Fundació Llibres & Lletres al millor llibre de ficció (Bogotà) 2007 per Història secreta de Costaguana
- Premi Alfaguara de novel·la 2011 per El ruido de las cosas al caer
- Premi Roger Caillois 2012 (França)
- Premi Gregor von Rezzori 2013 (Itàlia) per El ruido de las cosas al caer
- Finalista de l'1r Premi Biennal de Novel·la Mario Vargas Llosa per Las reputaciones (Lima, Perú)
- Premi Literari Internacional IMPAC de Dublín 2014 (Irlanda) per El ruido de las cosas al caer
- XX Premi Literari Sant Clement (Espanya) per Las reputaciones.
- Premi Reial Acadèmia Espanyola (RAE) 2014 per Las reputaciones.